# ایجیرو موری
ایجیرو موری (انگلیسی: Eijiro Mori؛ زادهٔ ۸ آوریل ۱۹۸۶) بازیکن فوتبال اهل ژاپن است.